# Per-Erik Hedlund
Per-Erik Hedlund (* 18. April 1897 in Särnaheden, Dalarnas län; † 12. Februar 1975 in Särna, Gemeinde Älvdalen) war ein schwedischer Skilangläufer. Er wurde „Särna-Hedlund“ genannt.

## Werdegang
Hedlund, der für den Särna SK und den Malungs IF startete, wurde bei den Olympischen Winterspielen 1924 in Chamonix Sechster über 18 km. Bei den Olympischen Winterspielen 1928 in St. Moritz gewann er die Goldmedaille im Rennen über 50 km. Für diese Leistung wurde er mit der Svenska-Dagbladet-Goldmedaille geehrt. Zudem errang er wie vier Jahre zuvor den sechsten Platz über 18 km. Bei den Weltmeisterschaften 1933 konnte er mit der Staffel ebenfalls Gold gewinnen. Auch den legendären Wasalauf konnte er zweimal für sich entscheiden, nämlich 1926 und 1928. Bei schwedischen Meisterschaften siegte er zweimal über 15 km (1926, 1927), einmal über 30 km (1932) und sechsmal über 50 km (1921–1923, 1925, 1926, 1929).

## Erfolge
- Olympische Winterspiele 1928 in St. Moritz: Gold über 50 km
- Nordische Skiweltmeisterschaften 1933 in Innsbruck: Gold mit der Staffel